# Hrkanovci Đakovački
Hrkanovci Đakovački su naselje u općini Trnava u Osječko-baranjskoj županiji.Hrkanovci, dugi oko 4 km, se protežu smjerom istok-zapad i nalaze se na obroncima Dilj Gore. Selom je tekla rječica Svržnica koja je nakon isušivanja izvora postala omanji potok. Hrkanovci Đakovački se nalaze u umjereno kontinentalnom klimatskom pojasu s koeficijentom kontinentalnosti 4l, 15%, što znači da je podneblje relativno blago. Relativna vlažnost zraka kreće se između 50% i 89%. Tlo na sjeveru je ilovasto, a veći dio zemljanog pokrova čini crnica.

## Ime
Povijest ovog naselja seže u srednji vijek kada je nosilo naziv "Hrganovci" po starom nazivu za posudu kojom se uzimalo piće "hrg". Prema predaji u Hrkanovcima su bila tri izvora pitke vode i na svakom izvoru je bio hrg (drvena posuda s drškom, poput veće žlice). Kroz vjekove je nastala asimilacija glasa "g" u "k" po načinu izgovora te tako dolazi do današnjeg imena Hrkanovci.

## Razvijenost i gospodarstvo
Djelatnosti primarnog sektora su zastupljene u većini slavonskih sela, pa tako i u Hrkanovcima. Stanovnici se pretežno bave ratarstvom,stočarstvom i šumarstvom. Hrkanovci su opkoljeni šumama, pa imaju bogato lovište svih vrsta divljači. Šume su u vlasništvu Hrvatskih šuma koje održavaju šumske ceste radi eksplotacije šumske mase. Prije Drugog svjetskog rata kroz selo je prolazila šumska željeznica radi odvoza drvne sirovine na pilanu u Andrijevce.
Struja je u Hrkanovce dovedena drugom polovicom 20. stoljeća, ali ni danas sva domaćinstva nisu priključena na izvore električne energije. Asfaltirana cesta uvedena je 2003. do kraja sela ne uključujući seosko groblje.

## Stanovništvo
2015. godine Hrkanovci Đakovački su imali 116 stanovnika uglavnom pravoslavne vjere. U dalekoj prošlosti Hrkanovci su pripadali posjedu Nevna ( Levanjska Varoš ), a bili su naseljeni pretežito katolicima. Godine 1683. selo je spaljeno od strane turskih četa, tada su spaljena sela Siloninci i Salkovac koja više ne postoje, a danas pripadaju teritoriju samih Hrkanovaca. Selo je ponovno naseljeno 1697. godine doseljenicima pravoslavne vjere iz Bosne i Korduna. Broj stanovnika u prvoj polovici 20. stoljeća raste te selo postaje prvo iza Trnave po broju žitelja. Nakon Drugog svjetskog rata broj stanovnika drastično pada. Hrkanovci se danas nalaze na dnu ljestvice, po broju stanovnika, u općini Trnava. 
| broj stanovnika | 272   | 289   | 248   | 238   | 285   | 357   | 403   | 1036  | 681   | 710   | 616   | 413   | 325   | 288   | 191   | 136   | 90    |
|                 | 1857. | 1869. | 1880. | 1890. | 1900. | 1910. | 1921. | 1931. | 1948. | 1953. | 1961. | 1971. | 1981. | 1991. | 2001. | 2011. | 2021. |

## Stari narodni običaji

### Badnji dan i Božić
Dan uoči Božića naziva se Badnji dan. Toga dana vrše se zadnje pripreme za proslavu Božića. Hrkanovčani imaju običaj već u rano jutro pucati iz pušaka i prangija kako bi objavili odlazak u šumu po badnjak. Badnjak je drvo koje označava granje koje su pastiri pri rođenju Isusa Krista zapalili u pećini. Najčešće se za badnje drvo bira cerovo mlado drvo ili hrast dovoljno velik da ga badnjičar (čovjek koji je posjekao drvo) na ramenu odnese kući. Dok su badnjičari u sječi, žene peku kolače od kojih je u Hrkanovcima najpoznatija česnica koja se po običaju mijesi prvi dan Božića. Badnje drvo se unosi u kuću tek navečer kada domaćin stupa desnom nogom preko praga i pozdravlja ukućane rečenicom: " Sretna vam Badnja večer!" , a ukućani odgovaraju sa: " Bog ti dao i sreće imao!". Također se unosi i slama koja se postavlja ispod stola i drvca gdje će djeca te večeri spavati. U Hrkanovcima zadnja na red dolazi posna večera. Prije večere se pali svijeća i ukućani stojeći mole zajedno s domaćinom koji moli na glas. Nakon večere se pjevaju božićne pjesme i pričaju priče.
Božić se objavljuje na isti način kao i siječa badnjaka. Prvom vodom koja se donese iz bunara se mijesi česnica. Još jedan običaj je položajnik. U položaj idu najčešće djeca koja odlaze u kuće susjeda i ostale kuće u selu. Položajnik stupa u kuću desnom nogom i pozdravlja ukućane te čučne u kut pored peći. Tada položajnik nabraja :" Leglo se, prasilo se, kotilo se, telilo se, macilo se, rađalo se..." i time želi ukućanima sreću, zdravlje i uspjeh kroz godinu. Prema običaju se dijete u položaju daruje ručnikom, čarapama i slasticama. Ako je položajnik donio sreću u kući zove se i sljedeće godine.Božićni ručak započinje paljenjem svijeće i molitvom.

### Uskrs
Uskrs je u Hrkanovcima siromašniji po običajima, ali jednako veseo. Nekoliko dana prije Uskrsa se bojaju jaja. Tradicionalna jaja su jaja bojana u ljusci luka ili cikli omotana travama. Za vrijeme Uskrsa djeca se tucaju jajima. Stari običaj u Hrkanovcima je da se mlade djevojke na Uskrs umiju u vodi u kojoj su prenoćile tratinčice ili neko drugo cvijeće kako bi bile zdrave i lijepe.

### Poklade
U Hrkanovcima su postojale dvije vrste poklada, mesne i bijele poklade. Mesne poklada su tjedan dana prije bijelih poklada. Na mesne poklade prema običaju narod prestaje jesti meso do uskrsnog posta. Za vrijeme bijelih poklada ljudi se mire s posvađanim osobama kako bi se mogli pričestiti. Na zadnji dan bijelih poklada se prave gozbe i zabave kao zadnja prilika za veselje prije Uskrsa. Tijekom cijelih poklada se djeca i poneki odrasli maskiraju i odlaze u kuću do kuće u selu i pjevaju pjesme. Pokladnici nose košare tako da u njih stave sve što dobiju od ukućana u čijoj su kući bili. Domaćice pripremaju krafne i poneke bojana jaja koja daju djeci koja dođu u poklade. Kada poklade završe prelazi se na strogi post.